# حجة بيناتار حول عدم التماثل
حجة بيناتار حول عدم التماثل في اللاإنجابية هي حجة مبنية على الفرق بين الضرر والفائدة في حالتين: وجود الشخص المعني وعدم وجوده أبدًا. تهدف هذه الحجة، التي طرحها ديفيد بيناتار في كتابه الصادر عام 2006 بعنوان "من الأفضل ألا تكون موجودًا أبدًا: ضرر المجيء إلى الوجود"، إلى إثبات أن المجيء إلى الوجود هو دائمًا ضررٌ للشخص القادم إلى العالم.